# Stimmen (Erzählungen)
Stimmen (russisch Голоса Golossa) versammelt drei Erzählungen des russischen Schriftstellers Wladimir Makanin aus den Jahren 1973, 1980 und 1984. Die Übertragungen ins Deutsche von Aljonna Möckel und Wilhelm Plackmeyer brachte der Aufbau-Verlag 1989 heraus.

## Inhalt

### Valetschka Tschekina. Eine aus der Provinz
Erzählung aus dem Jahr 1973. Russischer Titel: Валечка Чекина. Deutsch von Aljonna Möckel.
Die Handlung läuft über Jahrzehnte. Die 1936 geborene Valetschka – kurz Valja – und ihr 1943 geborener Bruder Serjosha wuchsen in der Kleinstadt Tichije Baraki im Ural als Halbwaisen auf. Der Vater Iwan Tschekin war 1944 während des Vormarsches der Roten Armee bei der Überquerung eines polnischen Flusses gefallen. Die Mutter Tossja Tschekina hatte Glück im Unglück. Weil sie sich notgedrungen zum 16-Stunden-Arbeitstag bereit erklärte, kam sie in der Brotfabrik unter. 
In der neunten Klasse verliebt sich Valja in ihren Lehrer. Gemeinsam mit dem Ich-Erzähler bewirbt sich das Mädchen erfolgreich an einer Moskauer Technischen Hochschule. Im dritten Studienjahr heiratet Valja ihren Kommilitonen Pawel Grebennikow. Ab dem fünften Studienjahr darf das Ehepaar auf Pawels Betreiben ein gemeinsames Zimmer im Studentenwohnheim beziehen. Verwunderlich – trotz ihrer mäßigen Begabung erhält Valja von ihrem bejahrten Professor eine Aspirantur. Pawel ertappt seine Frau, als sie mit dem grauköpfigen Doktorvater fremdgeht. Valja tauscht den Mentor gegen einen „ungefährlichen“ steinalten Professor. Valja lässt sich von Pawel scheiden und heiratet Juri Strepetow. Jahre vergehen. Valja lebt erneut mit Pawel zusammen und betrügt ihn abermals; diesmal mit dem 40-jährigen Dichter-Linguisten Iwan Pawlowitsch Kornejew. Pawel, der außerhalb Moskaus lebt, quartiert sich beim Ich-Erzähler ein. Letzterer soll die verschwundene Frau mit suchen und mault: „Natürlich ist sie charmant, im Grunde aber ein oberflächlicher Mensch. Absolut hohl. Lebt fröhlich vor sich hin …“ Als Valja aufgefunden ist, Reue zeigt, also fortan bei Pawel bleiben will, möchte dieser nicht mehr. Zu allem Überfluss gerät Valja an ihrer Hochschule – die Frau promoviert nach Jahren immer noch – an den unerbittlichen Mentor Tschernikow. Der Neue weist ihr in einem zweistündigen Gespräch totale Talentlosigkeit und fehlendes Grundwissen nach. Valja konnte sich nur ihrer schönen Augen wegen die vielen Jahre als Aspirantin an der Moskauer Technischen Hochschule halten.
Valja geht in die Provinz zurück, diesmal an die Wolga. In einer Ortschaft, die so ähnlich wie Worobjosk klingt, heiratet sie den Eisenbahner Wassili Panin. Beide arbeiten als Schaffner im selben Eisenbahnzug. Die Arbeit in Uniform gefällt Valja sehr. Wassili liebt seine Frau, die ihm zwei Kinder geschenkt hat, von Herzen. Nur manchmal bekommt der Gatte Anfälle von Tobsucht. Denn der Waggon, in dem das Ehepaar Dienst tut, ist der einzige im Zug, aus dem immer einmal Volkseigentum auf Nimmerwiedersehn verschwindet. Valja ist die Diebin, so stellt sich heraus. Die junge Frau, die ihre Mutter Tossja Tschekina mit der Betreuung der beiden Kinder betraut hat, kann nicht anders. Immer einmal muss sie einem wildfremden Reisenden etwas schenken; zum Beispiel diesem stattlichen Major eine „hübsche Zuckerdose“. Wladimir Makanin schreibt, jeder Mann „spürte, daß von dieser Frau eine außergewöhnliche Kraft ausging.“

### Bürger Flüchtig
Erzählung aus dem Jahr 1984. Russischer Titel: Гражданин убегающий. Deutsch von Aljonna Möckel.
Selbst in der tiefsten Taiga muss alles seine Ordnung haben. Als der zirka 50-jährige Baubrigadier Pawel Alexejewitsch Kostjukow dem Hubschrauberpiloten beim Einsteigen seinen Namen für den obligatorischen Eintrag in die Passagierliste nicht nennen will, ruft ihn der Pilot aus gutem Grund „Bürger Flüchtig“. Der ehemalige Bauingenieur Pawel stampft zusammen mit seinen Kumpeln Vitjurka und Tomilin in der Taiga eine Siedlung aus dem Boden, legt nebenbei diesen oder jenen Sumpf trocken und verschwindet im Hubschrauber zur nächsten Baustelle nach dem Motto: „Weiter, Jungs, immer weiter. Möglichst weit fort …“ Etliche Monate dauert der Aufbau einer Siedlung für die drei eingefleischten Junggesellen, die vor Ort andere Russen als Bauarbeiter anlernen, schon. In jeder Siedlung lässt der jahrelang durch Sibirien nomadisierende Pawel eine andere anhängliche Frau zurück. Mehr noch – seine inzwischen erwachsenen, arbeitsscheuen leiblichen Söhne verfolgen ihn. Auf der Flucht vor den zwei hartnäckigsten Verfolgern – das sind seine Söhne Wassili und Georgi, von verschiedenen Müttern stammend – wechselt er sogar den Beruf; lässt sich von einem jener Hubschrauber ans Ende der Welt fliegen und nimmt dort in der Taiga zusammen mit dem siebzigjährigen arbeitswütigen Geologen Apollinarjitsch Bodenproben zwecks Vorbereitung der Ausbeutung der reichen sibirischen Bodenschätze. Die Stelle ist so entlegen, dass sie im Jahr nur einmal von zwei Versorgungshubschraubern angeflogen wird. Wassili und Georgi – sehr trinkfest und immer pleite – finden den Vater trotzdem. Andrejka, ein dritter Sohn Pawels, beteuert, er komme nicht wie seine beiden Brüder wegen des Geldes, hat aber ebenfalls keine Lust zum Arbeiten. Als feststeht, dass der nach dem Genuss von Sumpfwasser an Ruhr erkrankte Pawel – nicht mehr transportfähig – im Sterben liegt, machen sich alle drei Söhne mit dem vorletzten Hubschrauber schleunigst auf und davon. Nur Tomilin bleibt zurück und muss nach dem Tode Pawels sowie dem Abflug des letzten Hubschraubers für den alten Geologen Apollinarjitsch ein Jahr lang ausschachten bis hinab zu den Bodenschätzen. Dabei wollte Tomilin den Freund bloß abholen. In einer größeren russischen Stadt in Europa wollte er sich gemeinsam mit ihm von dem sibirischen Aufbauwerk ausruhen. Vitjurka hatte die Kurve gekriegt; wurde von einer entschlossenen liebenden Frau in einer sibirischen Ortschaft auf Lebenszeit gefangen genommen.

### Stimmen
Erzählung aus dem Jahr 1980. Russischer Titel: Голоса. Deutsch von Wilhelm Plackmeyer.
In den Fußstapfen von Gogol und Tschechow schriftstellerisch vorwärtsschreitend, macht Wladimir Makanin den Leser mit seiner Erzähltheorie bekannt. Es existiere in einem beliebigen wahren Prosatext immer eine Stimme, die sich aus dem Chorus der Nebenpersonen erhebt und den Leser anspricht. Für diese Kunstauffassung gibt der Autor etliche kleine, zumeist nicht zusammengehörige Beispiele an. Diese spielen sowohl in der Großstadt als auch auf dem Lande. In Moskau – der Welt der Büroangestellten – bindet der redselige „Blödmann“ Schustikow den Kolleginnen die Geschichte seiner Verheiratung und Scheidung auf die Nase. Was hat er davon? Die informierten Damen fädeln seinen Rausschmiss in der nächsten Entlassungsrunde ein. Oder da verliert sich mitten in der Nacht die Lebensspur der 26-jährigen Regina am verschlossenen Tor einer Metrostation. Der Autor klagt, er vermag das Leben und Sterben dieser Menschen nicht zu erfassen – wie blitzesschnell er ihnen auch nacheilt. „Denn in der Hast sind Stimmen nicht zu vernehmen.“ Neben immer wieder im Schriftsteller aufklingenden, also noch verwertbaren Stimmen habe dieser seinen Friedhof mit toten, nicht mehr verwertbaren Stimmen.
Daneben begibt sich Wladimir Makanin in die heimatliche Ural-Region und bringt Skizzen aus dem dörflichen Leben zu jener Zeit, als der zwanzigjährige potentielle Schriftsteller über der Frage brütete: Was kannst du wie schreiben?
Da wird zum Beispiel das Sterben eines halben Kindes, des dreizehnjährigen Kolka, thematisiert. Der Junge stirbt an einer Milzschwellung. Hier stimmt Wladimir Makanins schöne Theorie nicht ganz. Im Gedächtnis des Lesers bleiben nicht nur die Äußerungen des armen Kolka haften, sondern auch noch die seiner Großmutter und der Mutter. Das Leid der Mutter beschreibt der Autor mit einem eindringlichen Bilde: „… damit das Herz nicht so schmerzte, dachte sie von der anderen Seite der Zeit her an den nahenden Tod – sie würde zu ihm an sein Grab kommen …“ Oder da ist die Geschichte des Kirchenräubers Sewerjan Sery. Die erste Sünde des Gotteslästerers: beim Einbruch in die Kirche ist Sery aus Versehen auf eine Ikone getreten. Dafür muss er sterben.
Wladimir Makanin gestattet in seinem Kaleidoskop schließlich dem Leser einen Blick auf zwei Greise, die die Jüngeren beschimpfen. „… in die Hölle!“ ruft der alte Sargtischler Saweli denen zu, die anscheinend noch mehr als genug Lebensjahre vor sich haben. Und die Stimme eines anonymen Greises tritt für einen Augenblick nur – als er sich nach den Jungen umdreht – aus der Schar friedfertiger alter Männer hervor: „Lausebande, ihr!“

## Umwelt
Selbst angesichts der sibirischen Weiten schreibt Wladimir Makanin, Pawel zerstöre in Bürger Flüchtig mit dem Aufbau dieser paar Siedlungen und dem probeweisen Schürfen nach Bodenschätzen die Natur.

## Rezeption
Im Anhang der verwendeten Ausgabe finden sich unter dem Titel Kleine Anekdoten und ewige Sujets Gespräche, die Oksana Bulgakowa (russisch Оксана Булгакова) und Dietmar Hochmuth mit dem Autor führten.

## Deutschsprachige Ausgaben
- Wladimir Makanin: Stimmen. Drei Prosatexte. Deutsch von Aljonna Möckel und Wilhelm Plackmeyer. Mit dem Nachwort Kleine Anekdoten und ewige Sujets von Oksana Bulgakowa und Dietmar Hochmuth. Aufbau-Verlag, Berlin 1989, ISBN 3-351-01195-4 (344 S.; = „verwendete Ausgabe“)